# Mées (Landy)
Mées – miejscowość i gmina we Francji, w regionie Nowa Akwitania, w departamencie Landy.
Według danych na rok 1990 gminę zamieszkiwało 1311 osób, a gęstość zaludnienia wynosiła 87 osób/km² (wśród 2290 gmin Akwitanii Mées plasuje się na 331. miejscu pod względem liczby ludności, natomiast pod względem powierzchni na miejscu 755.).